# Napad złości

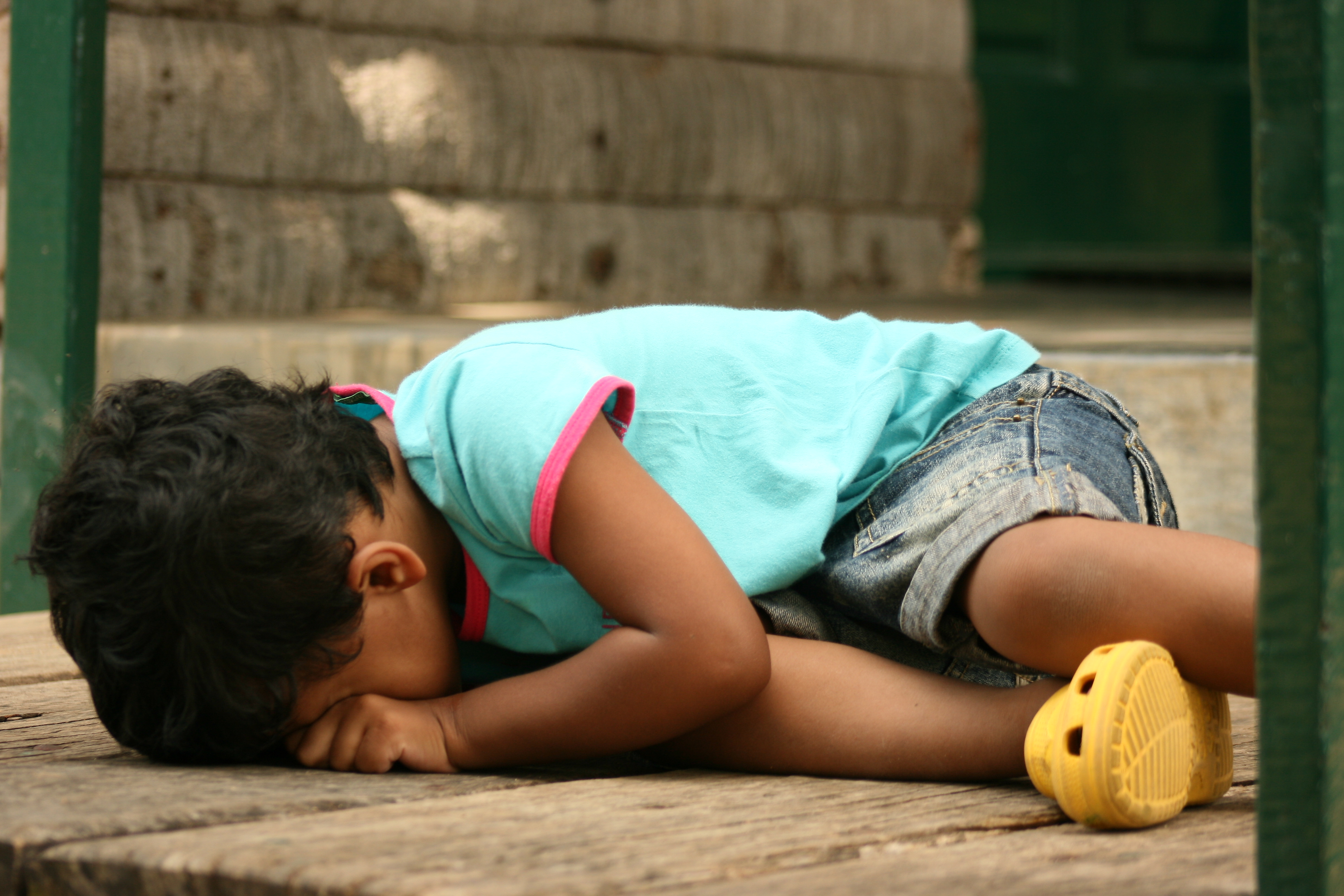
Dziecko w trakcie napadu złości (Tantrum)

Napad złości (ang. tantrum), wybuch gniewu, atak furii, załamanie nerwowe, napad wściekłości lub histeria – gwałtowna reakcja emocjonalna, zwykle związana z osobami doświadczającymi silnego napięcia emocjonalnego. Napad złości obejmuje jedno lub więcej niewłaściwych zachowań, takich jak płacz, krzyk, wstrzymywanie oddechu, upadanie na ziemię, wyginanie czy usztywnianie kończyn, bicie, kopanie, rzucanie przedmiotami a nawet uciekanie. Średnio napady złości trwają od 3 do 5 minut, choć niektóre mogą trwać znacznie dłużej. Wielu specjalistów klasyfikuje zachowanie jako napad złości tylko wtedy, gdy negatywne zachowanie utrzymuje się dłużej niż 30 sekund. Napady złości często przebiegają według pewnych schematów lub etapów. Na początku mogą objawiać się łagodnym płaczem i podniesionym głosem, w przypadku przedłużających się napadów, takie zachowanie może być następnie zastąpione intensywniejszymi formami, takimi jak rzucanie przedmiotami czy bicie innych osób. Niektóre napady, w końcowej fazie, kończą się szlochaniem.

## Występowanie
Częstotliwość występowania napadów złości różni się w zależności od wieku. Badania wskazują, że aż 70% dzieci w wieku od 18 do 24 miesięcy doświadczyło epizodów tantrum. Inne dane sugerują, że nawet 83% wszystkich przedszkolaków ma napady złości co najmniej raz w miesiącu, a 8,6% przedszkolaków przejawia napady złości codziennie. Większość napadów złości, w przypadku których poszukuje się pomocy psychologicznej, medycznej lub behawioralnej, dotyczy dzieci w wieku od 3 do 5 lat. U dzieci starszych ok. 3-12 lat częstotliwość tantrum zmniejsza się z 75% do 4%. Biorąc pod uwagę wyniki badań, stwierdza się, że wiek jest predyktorem napadów złości, natomiast nie odnotowuje się korelacji występowania tantrum względem płci dziecka. Napady złości są również bardziej powszechne wśród osób z diagnozami psychiatrycznymi.

## Zaburzenia intelektualne i rozwojowe
Badacze analizowali zachowania przedszkolaków z różnymi zaburzeniami zachowania, takimi jak ciężkie zaburzenie depresyjne, zespół nadpobudliwości psychoruchowej z deficytem uwagi (ADHD), zaburzenia opozycyjno-buntownicze, autyzm, zespół Aspergera i zaburzenia zachowania. Dzieci w wieku przedszkolnym z wymienionymi diagnozami częściej przejawiają agresywne, destrukcyjne i autodestrukcyjne zachowania, które składają się na napady złości, w porównaniu z rówieśnikami, u których dane zaburzenia zachowania nie występują. Również osoby doświadczające uszkodzenia mózgu (tymczasowego lub trwałego) mogą cierpieć na napady złości.

## Przyczyny
Podstawowe przyczyny napadów złości różnią się w zależności od dziecka i środowiska, w jakim się znajduje. Niektóre stany fizyczne organizmu takie jak: zmęczenie, głód czy choroba mogą zwiększyć prawdopodobieństwo wystąpienia takiego zachowania. Innymi zapalnikami napadów złości mogą być:
- Ograniczone umiejętności językowe,
- Trudności w radzeniu sobie z emocjami,
- Niezaspokojenie potrzeby uwagi dziecka,
- Odmowa lub przerwanie ulubionej aktywności dziecka,
- Egzekwowanie wykonania zadania, którego dziecko pragnie uniknąć (obowiązki domowe, praca domowa),
- Schorzenia medyczne (ząbkowanie, infekcje)[8].

## Rodzicielstwo a samoregulacja
Napady złości u dzieci występują, ponieważ maluchy nie potrafią regulować gniewu, który pojawia się, gdy uniemożliwia się im działanie zgodne z ich autonomią. Samoregulacja to zdolność do modulowania uwagi, uczuć i zachowań w zależności od kontekstu. Reakcje rodziców oraz środowisko rodzinne odgrywają istotną rolę w kształtowaniu zdolności dziecka do samoregulacji. Praktyki rodzicielskie, które nasilają i utrwalają napady złości, to między innymi brak konsekwencji, nadmierna surowość, stosowanie kar cielesnych, nierealne oczekiwania, nadopiekuńczość i nadmierna pobłażliwość. Inne czynniki wpływające na napady złości u dziecka to: wyłączna opieka matki, depresja i drażliwość matki, stres małżeński.